# 岡部弘
岡部 弘（おかべ ひろむ、1937年5月19日 - ）は、株式会社デンソー元代表取締役社長。
愛知県刈谷市出身。1960年名古屋大学経済学部卒業。同年、日本電装（現デンソー）入社。総合企画室長等を経て代表取締役社長(1996年-2003年)、代表取締役会長（2004年-2007年）等を歴任。2005年より第13代愛知県経営者協会会長。

## 経歴
- 1960年 - 名古屋大学経済学部卒業
- 1960年 - 日本電装（現デンソー）入社
- 1987年 - 総合企画室長
- 1989年 - 取締役
- 1995年 - 常務取締役
- 1996年 - 代表取締役社長
- 2003年 - 代表取締役副会長
- 2004年 - 代表取締役会長
- 2007年 - 相談役

## 公職・受賞等
- 2005年 - 第13代愛知県経営者協会会長
- 2006年-2008年 - 第14代日本棋院理事長
- 2007年 - 財団法人経済広報センターより、「第23回企業広報賞 企業広報経営者賞」受賞
- 2008年11月 - 旭日重光章受章[1]